# Jugoslawische Basketballnationalmannschaft der Damen
Die jugoslawische Basketballnationalmannschaft der Damen vertrat das Königreich Jugoslawien und die Sozialistische Föderative Republik Jugoslawien von 1943 bis 1992 in internationalen Wettbewerben und wurde vom damaligen Basketballverband Jugoslawiens KSJ (serbokroatisch Košarkaški savez Jugoslavije) organisiert.
Die erste große Turnierteilnahme war die von Jugoslawien ausgerichtete Basketball-Europameisterschaft der Damen 1954, bei der die Mannschaft den vierten Platz belegte. Die größten Erfolge der Mannschaft in den folgenden Jahrzehnten waren eine Bronzemedaille bei den Olympischen Sommerspielen 1980 in Moskau und eine Silbermedaille bei den Olympischen Spielen 1988 in Seoul.
Ihr letzter großer Turnierauftritt vor dem Zerfall Jugoslawiens Anfang der 1990er Jahre war die Europameisterschaft 1991 in Israel, bei der sie nach einer Finalniederlage gegen die Sowjetunion die Silbermedaille gewann.

## Abschneiden bei internationalen Wettbewerben

### Olympische Spiele
| - 1980 – . Platz - 1984 – 6. Platz - 1988 – . Platz |

### Weltmeisterschaften
| - 1959 – 4. Platz - 1964 – 6. Platz - 1967 – 6. Platz - 1983 – 8. Platz - 1990 – . Platz |

### Europameisterschaften
| - 1954 – 5. Platz - 1956 – 9. Platz - 1958 – 4. Platz - 1960 – 5. Platz - 1962 – 5. Platz - 1964 – 7. Platz - 1966 – 6. Platz | - 1968 – . Platz - 1970 – . Platz - 1972 – 8. Platz - 1974 – 8. Platz - 1976 – 5. Platz - 1978 – . Platz - 1980 – . Platz | - 1981 – 4. Platz - 1983 – 4. Platz - 1985 – 5. Platz - 1987 – . Platz - 1989 – 4. Platz - 1991 – . Platz |

## Nachfolge-Nationalmannschaften
Nach der Auflösung der Sozialistische Föderative Republik Jugoslawien im Jahr 1991 wurden fünf neue Länder geschaffen: Bosnien und Herzegowina, Kroatien, Mazedonien, die Bundesrepublik Jugoslawien (2003 in Serbien und Montenegro umbenannt) und Slowenien. Im Jahr 2006 wurde Montenegro unabhängig und Serbien wurde zum Rechtsnachfolger von Serbien und Montenegro. Im Jahr 2008 erklärte der Kosovo einseitig seine Unabhängigkeit von Serbien und wurde 2015 Mitglied der FIBA.
Hier ist eine Liste der Frauen-Nationalmannschaften auf dem Gebiet der SFR Jugoslawien:
- Bosnien und Herzegowina (1992-heute)
- Kroatien (1992-heute)
- Nordmazedonien (1993-heute)
- Serbien und Montenegro (1992–2006)
  - Montenegro (2006-heute)
  - Serbien (2006-heute)
    - Kosovo (2015-heute)
- Slowenien (1992-heute)